# Giuliani Hönger
Giuliani Hönger Architekten ist ein Schweizer Architekturbüro, das 1991 von Lorenzo Giuliani und Christian Hönger in Zürich gegründet wurde.

## Geschichte
Lorenzo Giuliani (* 1962) und Christian Hönger (* 1959) haben beide an der Architekturabteilung der ETH Zürich diplomiert. Während einer gemeinsamen Assistenz an der ETH Zürich am Lehrstuhl von Ernst Studer haben sie 1991 Giuliani Hönger Architekten GHA gegründet. Nach weiteren Assistenzen an der Architekturabteilung der ETH Zürich waren beide über mehrere Jahre auch als Professoren an den Fachhochschulen ZHAW (Lorenzo Giuliani) und FHNW, HSLU (Christian Hönger) tätig. Von 2013 bis 2015 hatten Lorenzo Giuliani und Christian Hönger gemeinsam eine Gastprofessur an der EPF Lausanne bei der «Orientation: Concrete Architecture» inne. Seit Mitte der 90er Jahre bis heute haben sie vor allem durch öffentliche oder eingeladene Wettbewerbe einen grossen Teil ihrer Aufträge erworben. Ihr Werk umfasst ein breites Spektrum an Aufgaben mit verschiedenen öffentlichen und privaten Nutzungen in sehr unterschiedlichen Massstäben. Sie sind Mitglieder des SIA und seit 2000 des BSA. Seit 2000 ist GHA eine Aktiengesellschaft und seit 2015 wurden fünf weitere Partner ins Büro integriert.

## Profil
Die ersten Bauten von GHA wurden 1997 von Christoph Bürkle als «Verfremdete Typologien» bezeichnet. 2006 sprach an der ETH Zürich Jacques Lucan in Bezug auf die besondere Raumkonzeption der Fachhochschule Sihlhof von «textured spatiality». GHA selbst haben in ihrer langjährigen Lehre und Praxis in Anlehnung an die Betrachtungsweise «Topologie, Typologie, Tektonik» von Kenneth Frampton über den einzelnen Entwurf hinweg zwischen obiger Trias die beiden Brückenthemen «Mehrdeutige Typologien» und «Starke Räume» bestimmt und entwickelt. Diese Themen wurden auch unter dem Motto «Architecture comes from the Making of a Room» von Louis I. Kahn über vier Semester an der EPFL in Englisch unterrichtet. Dabei standen mit «Powerful Spaces» der Innenraum und mit «Urban Constellation» alternierend der städtische Raum im Fokus.
Bei beiden steht der Kippeffekt zwischen Masse und Leere und deren Gleichwertigkeit im Vordergrund. Ein prägendes Entwurfsinstrument in ihrem Werk bildet der Schnitt als Darstellungsmittel in allen Phasen und Massstäben, welcher an der Ausstellung «Schnittwerk» 2010 in Berlin im Rahmen der Reihe «Baukunst im Dialog» exemplarisch erlebbar wurde. Der bürointerne Diskurs mit «Brainstormings» und interdisziplinären Kooperationen mit Fachplanern strebt an, die Themen Städtebau, Architektur, Tragwerk, Gebäudetechnik und Nachhaltigkeit von Beginn an in thematischen Entwürfen symphonisch zu vereinen. Da das Tragwerk explizit raumbildend sein kann, wurde mit Massimo Laffranchi auch in der Lehre an der EPFL ein Bauingenieur im Entwurfsunterricht integriert.

## Bauten (Auswahl)
- 2021–2025: Fussgänger- und Fahrradbrücke Steigerhubel Bern[11]
- 2020–2028: Universitätsspital Intensivpflegestation OP Ost Basel[12]
- 2019–2035: Erweiterung Bahnhof Stadelhofen Zürich[13]
- 2019–2021: Wohnhaus Surber Burri, Regensberg
- 2018–2026: Pilatus Arena und Wohntürme Kriens
- 2017–2021: Bürohaus Office Nord Hilti, Schaan
- 2017–2019: Bürohaus Office Mitte Hilti, Schaan
- 2015–2016: Vorplatz und Gartenpavillons Hilti, Schaan
- 2014–2019: Wohn- und Gewerbehäuser Zwicky-Areal, Wallisellen[14]
- 2013–2038: Universitätsspital Klinikum 2 Basel
- 2012–2017: Wohn- und Gewerbehaus Schlotterbeck, Zürich[15]
- 2010–2018: Tramhaltestelle Eigerplatz, Bern
- 2009–2018: Bahnhof und Bahnhofplatz, St. Gallen[16]
- 2008–2014: Innovationszentrum Hilti, Schaan[17]
- 2006–2011: Wohnhäuser Zentralstrasse, Dietikon
- 2005–2011: Bürohaus Wüst und Wüst, Küsnacht
- 2004–2010: Hörsaalgebäude Weichenbauhalle vonRoll-Areal, Bern[18]
- 2003–2013: Fachhochschulzentrum FHS, St. Gallen[19]
- 2002–2005: Sporthalle Grafstal, Lindau
- 2001–2005: Oberstufenzentrum Blatten, Männedorf
- 2000–2004: Wohnhäuser Kappenbühl, Zürich
- 1999–2000: Ferienhaus Gehring, Quinten
- 1994–1997: Höhere Fachschule für Tourismus Academia Engiadina, Samedan
- 1993–1996: Wohnhaus Kupper, Erlenbach

## Auszeichnungen
Best Architects Award
- 2023 Wohnhaus Surber Burri Regensberg[20]
- 2021 Gold: Bürohaus Office Mitte Hilti Schaan: Best Architects 21 Gold[21]
- 2020 Wohn- und Gewerbehäuser Zwicky-Areal Wallisellen[22]
- 2020 Bahnhof und Bahnhofplatz St. Gallen[23]
- 2019 Musikhaus vonRoll-Areal Bern[24]
- 2018 Gartenpavillons Hilti Schaan[25]
- 2017 Casa Giuliani St. Moritz[26]
- 2017 Wohn- und Gewerbehaus Limmatfeld Dietikon[27]
- 2016 Gold: Bürohaus Wüst und Wüst Küsnacht[28]
- 2016 Innovationszentrum Hilti Schaan[29]
- 2014 Gold: Fachhochschulzentrum FHS St. Gallen[30]
- 2011 Hörsaalgebäude vonRoll-Areal Bern[31]
- 2009 Fachhochschule Sihlhof Zürich[32]

Weitere
- 2016–2020 Wohn- und Gewerbehaus Schlotterbeck Zürich: Auszeichnung für gute Bauten der Stadt Zürich[33]
- 2019 Wohn- und Gewerbehaus Schlotterbeck Zürich: Building Award Hochbau
- 2019 Bahnhof und Bahnhofplatz St. Gallen: Flux Goldener Verkehrsknoten Schweizerischer Mobilitätspreis[34]
- 2018 Bahnhof und Bahnhofplatz St. Gallen: Prix Acier, Anerkennung Ankunftshalle
- 2018 Hilti Hauptverwaltungsgebäude Schaan: Prixforix, 2. Preis
- 2016 Bürohaus Wüst und Wüst Küsnacht: Award für Marketing + Architektur, 1. Preis Büro- und Geschäftshäuser
- 2016 Innovationszentrum Hilti Schaan: Balthasar Neumann Preis
- 2016 Innovationszentrum Hilti Schaan: Prix Acier, Gewinner
- 2015 Innovationszentrum Hilti Schaan: arc-award, 1. Preis Arbeitswelten
- 2014 Fachhochschulzentrum FHS St. Gallen: Der deutsche Lichtdesign-Preis, Sieger Kategorie Bildung
- 2013 Fachhochschulzentrum FHS St. Gallen: Prixforix, 2. Preis
- 2012 Hörsaalgebäude vonRoll-Areal Bern: Prix Lignum, 2. Rang Region Mitte
- 2012 Hörsaalgebäude vonRoll-Areal Bern: Atu-Prix, Auszeichnung
- 2011 Hörsaalgebäude vonRoll-Areal Bern: SIA Umsicht, 1. Preis[35]
- 2011 Hörsaalgebäude vonRoll-Areal Bern: Die Besten 2011, Anerkennung
- 2011 Hörsaalgebäude vonRoll-Areal Bern: Prix Acier, Anerkennung
- 2010 Lager- und Bürogebäude Alpha I Köln: Kölner Architekturpreis, Anerkennung
- 2007 Fachhochschule Sihlhof Zürich: contractworld award, 3. Preis in sonstige Bauten
- 2006 Fachhochschule Sihlhof Zürich: Auszeichnung guter Bauten im Kanton Zürich, Anerkennung[36]
- 2002–2005 Fachhochschule Sihlhof Zürich: Auszeichnung guter Bauten der Stadt Zürich[37]
- 1996 Haus Müller Unterägeri: Auszeichnung guter Bauten Kanton Zug

## Publikationen
- Hilti Innovationszentrum: Pierluigi D’Acunto, Patrick Ole Ohlbrock, Roland Pawlitschko: Conceptual Design of Structures, Connecting Engineering and Architecture. Birkhäuser Verlag, Basel 2024, ISBN 978-3-0356-2795-4 (birkhauser.com).
- Fachhochschulzentrum Graubünden: Carla Ferrer, Thomas Hildebrand Celina Martinez-Cañavate: Touch Wood. In: Material Architektur Zukunft. Lars Müller Publishers, Zürich 2022, ISBN 978-3-03778-697-0 (lars-mueller-publishers.com).
- Fachhochschulzentrum St.Gallen: Maria Nänny: Kunst + Bau, Der Neubau der FHS St.Gallen und die Kunst. Park Books, Zürich 2020, ISBN 978-3-03860-182-1 (park-books.com).
- Bahnhof und Bahnhofplatz St.Gallen: Roderick Hönig: Urbane Drehscheibe. Hochparterre Themenheft, Zürich August 2019 (issuu.com).
- Monographie: Starke Räume und Powerful Spaces EPFL 2013-2015, Studio Bd. 1, Deutsch und Englisch. Quart Verlag, Luzern 2016, ISBN 978-3-03761-135-7 (quart.ch).
- Monographie: Giuliani Hönger, Schnittwerk – Ausstellung von giuliani.hönger Architekten. ETH und gta, Zürich 2010, ISBN 978-3-85676-279-7 (ethz.ch).
- Monographie: giuliani.hönger, dreidimensional. ETH und gta, Zürich 2006, ISBN 978-3-85676-193-6 (ethz.ch).
- Fachhochschule Sihlhof: Roderick Hönig: Fachhochschule Sihlhof – Architektur des neuen Selbstbewusstseins. Beilage zu Fachhochschule Sihlhof, Hochparterre Nr. 6–7, Zürich 2003
- Fachhochschule Sihlhof: Patric Allemann, Lorenzo Giuliani, Christian Hönger: Hochschule Sihlhof Zürich Giuliani Hönger. In: Andrea Deplazes (Hrsg.): Architektur konstruieren – Vom Rohmaterial zum Bauwerk, Ein Handbuch. Birkhäuser – Verlag für Architektur, Basel 2005, ISBN 978-3-0356-2664-3, S. 356–366 (birkhauser.com).
- Monographie: Christian Hönger, Roman Brunner, Urs-Peter Menti, Christoph Wieser: Das Klima als Entwurfsfaktor: Architektur und Energie. Hrsg.: Tina Unruh (= Laboratorium. Band 1). Überarbeitete und ergänzte Auflage. Quart Verlag, Luzern, ISBN 978-3-03761-072-5.

## Ausstellungen
- Fachhochschulzentrum Graubünden Chur, TOUCH WOOD, ZAZ Bellerive 2022, 9. Juni – 30. Oktober 2022 TOUCH WOOD im Zentrum Architektur Zürich ZAZ Bellerive[38]
- Polysem, Finalist Swiss Art Awards 2022, Polysem Giuliani Hönger Schwartz, 13. – 19. Juni 2022 Messe Basel Halle 1.1[39]
- Wohn- und Gewerbehaus Schlotterbeck, Gute Bauten der Stadt Zürich 2016–2020, 21. September – 30. Oktober 2021 Architekturforum Zürich im Zollhaus[40]
- Musikhaus Kraftzentrale vonRoll-Areal, Le Concours Suisse 2021, Ausstellung zum Thema Schweizer Architekturwettbewerbe, 14.–28. April 2021 Pavillon Sicli Genf, 17. Juli – 15. Oktober 2021 UIA 2021 RIO | 27º Congresso Mundial de Arquitetos
- Wohn- und Gewerbehaus Limmatfeld Dietikon, Venedig Architektur Biennale 2018, pro helvetia und Alessandro Bosshard, Li Tavor, Matthew van der Ploeg, Ani Vihervaara (Veranstalter), Svizzera 240: House Tour, Schweizer Pavillon Venedig, 26. Mai – 25. November 2018
- Giuliani Hönger, ETH Zürich und Baukunst im Dialog 2010, Schnittwerk – Ausstellung von giuliani.hönger Architekten. Die schweizerische-deutsche Veranstaltungsreihe, Philippe Carrard (Veranstalter), Architekturforum Aedes am Pfefferberg Berlin, 22. Januar – 4. März 2010[41]
- Giuliani Hönger, ETH und Institut gta Zürich 2006, giuliani.hönger dreidimensional, Philippe Carrard, Marie-Anne Lerjen, (Veranstalter), ARchEna, HIL ETH Zürich Hönggerberg, 8. Juli – 27. Juli 2006[42]
- Tourismusfachschule Samedan, Centre Culturel Suisse – Pro Helvetia, ITHA (Institut de Théorie et D’Historie de L’architecture) ITHA EPFL Jacques Lucan, Bruno Marchand (Veranstalter), Giuliani & Hönger, College de Tourism Samedan 1994–1997, in: Matière d’Art – Architecture contemporaine en Suisse Paris, 5. Mai – 1. Juli 2001
- Haus Müller, Deutsches Architektur-Museum Frankfurt 1998, Anna Meseure, Martin Tschanz, Wilfried Wang (Veranstalter), in: Architektur im 20. Jahrhundert, 26. September – 29. November 1998